# Пеша
Пе́ша (итал. Pescia) — итальянский город (коммуна) с населением 19 559 человек в провинции Пистоя в области Тоскана. Стоит на берегу одноимённой реки на полпути между Луккой и Флоренцией. Благодаря знаменитому цветочному рынку именуется городом цветов.
Общественная жизнь сосредоточена в светской части города с замком и старинной площадью, которая находится на левом берегу реки. Религиозный центр с кафедральным собором расположен на правом берегу реки.

## История
Согласно данным археологии, первое поселение на берегах реки Пеши основали лангобарды. Название города происходит от лангобардского слова, которое означает «река».
В XIII веке город был захвачен и разрушен Луккой, но затем восстановлен. Позднее за город боролись Флоренция и Лукка, поскольку Пеша находилась на границе между этими республиками. В начале XIV века Пеша была атакована Пизой, однако устояла. Наконец, в 1338 году город был присоединён к владениям Флорентийской республики. В то время экономика города основывалась на выращивании шелковицы и шелковичного червя, коконы которого один пешатинский монах тайно привёз с Востока в Европу.
В конце XVIII века проход войск Наполеона через город нанёс значительный ущерб экономике города. В период наполеоновского господства шёлковая промышленность Пеши была вытеснена выращиванием сахарного тростника.
Бомбардировки во время Второй мировой войны очень сильно разрушили Пешу, но город скоро оправился. После войны были построены Старый и Новый рынки цветов, позволившие выйти цветоводству Пеши на международную арену.

## Экономика и образование
Население занято в основном выращиванием гвоздики и производством бумаги. Торговля цветами принесла городу не только финансовое благополучие, но и мировую известность. 
Производство бумаги — очень старинное. Несмотря на растущую конкуренцию из-за рубежа, предприятия Пеши все ещё производят бумагу хорошего качества и продают её по всей Италии. В Петрабуоне действует музей Бумаги.
Пеша — важный образовательный центр в этой части Тосканы. В городе три техникума: торговый, земельный и графическо-туристический техникум, и четыре лицея: классический, научный, языковой и психопедагогический лицей.

## Достопримечательности
- Кафедральный собор[итал.], перестроенный в конце XVII—XVIII веках из средневекового здания
- театр, носящий имя местного жителя Джованни Пачини (чьи дочери изображены Брюлловым на картине «Всадница»)
- средневековые и ренессансные дворцы и особняки, в том числе дом медика Помпео делла Барба (ит., 1579 год)
- средневековая ратуша, где с 1992 года помещается галерея гипсовых слепков (гипсотека) местного скульптора Либеро Андреотти[англ.] (1875—1933)
- Старый рынок цветов (1951), ныне не используемый Вилла Гарцони в Коллоди

Коммуна окружена маленькими селениями, расположенными на пешатинских горах: Медичи́на, Фиббиа́лла, Ара́мо, Сан-Куири́ко, Кастелве́ккио, Стя́ппа, Понти́то, Сора́на, Велла́но и Петрабуо́на. Швейцарец Сисмонди, который приобрёл виллу в этих местах, назвал окрестные холмы пешатинской Швейцарией, намекая на их сходство с ландшафтами своей родины. Все эти селения похожи друг на друга: у всех есть (или были) стены, маленькая церковь и башня. Фотографически точными видами Понтито прославился американский художник Франко Маньяни.
Другие селения (фракции) коммуны — Ве́нери, Албе́рги, Кио́до и Колло́ди с виллой и барочным садом Гарцони (XVII век). Карло Лоренцини, сын садовника этой виллы и местной официантки, в честь места, где прошло его детство, принял псевдоним Коллоди (который можно видеть на бесчисленных изданиях его самой известной книги — «Приключения Пиноккио»).

## Обряды и традиции
Покровителями коммуны почитаются святая Дорофея Кесарийская, празднование 6 февраля и 7 февраля, святой Полихроний, святые Абдон и Сеннен. Также в коммуне особо празднуется пепельная среда.